# Kevin Kiley (Politiker)

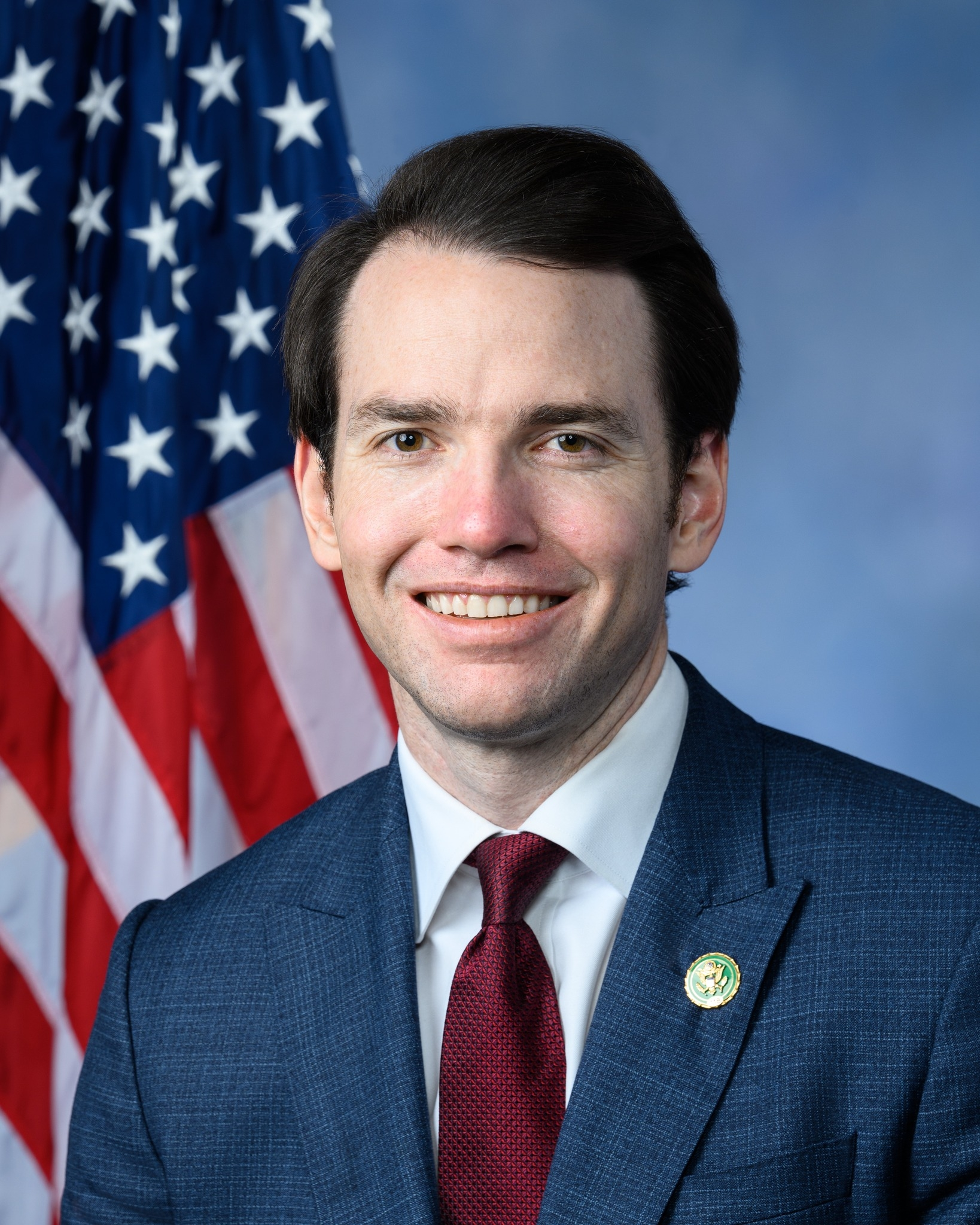
Kevin Kiley (2023)

Kevin Patrick Kiley (* 30. Januar 1985 in Rocklin, Kalifornien) ist ein amerikanischer Politiker der Republikanischen Partei, Rechtsanwalt und ehemaliger Pädagoge, der seit 2023 als Abgeordneter für den dritten Kongresswahlbezirk von Kalifornien im Repräsentantenhaus der Vereinigten Staaten tätig ist. Von 2016 bis 2022 vertrat er den 6. Bezirk in der California State Assembly. Kiley war ein Kandidat für die Nachfolge des kalifornischen Gouverneurs Gavin Newsom bei den von den Wählern initiierten Abberufungswahlen am 14. September 2021.

## Frühes Leben, Bildungsweg und Karriere
Kiley wuchs in der Gegend von Sacramento auf, wo sein Vater Arzt und seine Mutter Sonderschullehrerin war. Er besuchte die örtlichen öffentlichen Schulen, darunter die Cavitt Junior High School und die Granite Bay High School, wo er Abschiedsredner war.
Im Jahr 2007 schloss er sein Grundstudium an der Harvard University ab und verfasste eine Abschlussarbeit mit dem Titel The Civil Rights Movement and the Reemergence of Classical Democracy (Die Bürgerrechtsbewegung und die Wiederentstehung der klassischen Demokratie). Nach seinem Abschluss wurde er im Rahmen von Teach for America Lehrer in Los Angeles und unterrichtete zwei Jahre lang an der Manual Arts High School, während er gleichzeitig seine Lehrbefähigung an der Loyola Marymount University erwarb. Im Jahr 2008 wurde er als Mitglied des Loyola-Debattierteams als nationaler Debattiermeister ausgezeichnet. In den folgenden Jahren erwarb er bis 2012 ein Jura-Diplom an der Yale University und begann anschließend, als Rechtsanwalt zu praktizieren.

## Politische Karriere
Im Jahr 2016 wurde Kiley in die California State Assembly gewählt. Im Mai 2016 erklärte Kiley gegenüber The Sacramento Bee, dass er den damaligen Gouverneur von Ohio, John Kasich, bei den Präsidentschaftswahlen 2016 unterstützt habe. 2018 verfasste Kiley ein Gesetz, das Schülern den Wechsel des Schulbezirks erleichtern sollte.
Nachdem er eine zweite Amtszeit in der State Assembly gewonnen hatte, kandidierte Kiley für den Staatssenat im ersten Bezirk von Kalifornien. Er belegte in der Vorwahl den zweiten Platz, unterlag aber in der Stichwahl dem Abgeordneten Brian Dahle. Kurz nach Beginn der neuen Legislaturperiode brachte Kiley einen Gesetzesentwurf ein, der die Schließung eines umstrittenen Department-of-Motor-Vehicles-Büros vorsah, das ausschließlich von Abgeordneten und Mitarbeitern genutzt wurde. In einer Erklärung an The Sacramento Bee sagte Kiley: „Dies soll eine Regierung des Volkes, durch das Volk und für das Volk sein, keine Oligarchie, in der eine vergoldete politische Klasse Privilegien genießt, die den Menschen, die wir vertreten, nicht zustehen.“
Laut Associated Press ist Kiley „ein Konservativer, der oft mit den Rändern der GOP flirtet“. Er hat gesagt, dass der Klimawandel real ist, war aber gegen Gouverneur Gavin Newsoms Durchführungsverordnungen, die vorschreiben, dass alle neuen Fahrzeuge in Kalifornien bis 2035 emissionsfrei sein müssen, und ein Verbot von Ölbohrungen bis 2045. Er ist ein Befürworter von Charter-Schulen. Kiley hat eine Gesetzgebung eingeführt, die es lokalen und staatlichen Regierungen verbietet, Impfvorschriften einzuführen. Nachdem Joe Biden die Wahl 2020 gewonnen hatte und Donald Trump sich weigerte, einzugestehen, während er Betrugsvorwürfe erhob, weigerte sich Kiley zu sagen, ob Biden die Wahl 2020 rechtmäßig gewonnen hatte. Kiley sagte, seine Position sei es, „sich ganz aus der nationalen Politik herauszuhalten“, und dass „nationale Politik eine Ablenkung ist, die offen gesagt von den Machthabern in Sacramento [als] eine Art Vorwand für ihr eigenes Versagen benutzt wird.“

### Abberufung des Gouverneurs von Kaliforniern im Jahr 2021
Obwohl er während der COVID-19-Pandemie im März 2020 für die Bewilligung von Pandemie-Notfallmitteln in Höhe von 1 Milliarde Dollar für Gouverneur Newsom stimmte und sagte, „er vertraue auf Gouverneur Newsoms Führung und höre auf seine Leitung“, sagte Kiley später, Newsom habe dieses Vertrauen „zum Gespött gemacht“ und gemeinsam mit seinem kalifornischen Kollegen James Gallagher klagte er im Juni 2020 erfolgreich gegen Newsoms Notstandsbefugnisse (das Urteil wurde jedoch in der Berufung aufgehoben) und war einflussreich an der Kampagne zur Abberufung Newsoms beteiligt. Im Januar 2021 veröffentlichte er ein Buch mit dem Titel Recall Gavin Newsom: The Case Against America's Most Corrupt Governor.
Am 6. Juli 2021 kündigte Kiley seine Kandidatur für das Amt des Gouverneurs von Kalifornien bei den Abberufungswahlen 2021 an. Der New York Times zufolge war er einer der „gemäßigteren republikanischen Abberufungskandidaten“, während die Los Angeles Times ihn und John H. Cox als die „traditionelleren Konservativen“ bei der Wahl bezeichnete, die Newsom nicht aus dem Amt brachte.
Während des Wahlkampfs sprach sich Kiley für Schulwahlen aus und sagte, dass die Lehrergewerkschaften im Bundesstaat zu mächtig seien (die California Teachers Association war Newsoms größter Geldgeber), was zum Nachteil der Schüler sei. Obwohl er gegen COVID-19 geimpft ist, versprach Kiley, die von Newsom eingeführten Impf- und Maskenvorschriften aufzuheben, falls er Gouverneur würde.

### Offene Sitze im Senat der Vereinigten Staaten
Im Jahr 2020 drängte Kiley auf die Verabschiedung seines Gesetzentwurfs, der vorsieht, dass der potenzielle Nachfolger der damaligen Vizepräsidentschaftskandidatin und Senatorin Kamala Harris von den kalifornischen Wählern gewählt und nicht vom Gouverneur ernannt werden muss; er bekräftigte diese Ansicht während des Abberufungswahlkampfs für den Gouverneurssitz 2021, indem er versprach, den Wählern die Wahl eines Nachfolgers für Senatorin Dianne Feinstein zu ermöglichen, falls er Gouverneur wird und ihr Sitz frei wird. Später wies Kiley auf ein verfassungsrechtliches Problem mit Newsoms Ernennung von Alex Padilla als Ersatz für Harris und Padillas voraussichtliche Amtszeit bis Januar 2023 hin, da die US-Verfassung vorschreibt, dass solche Ernennungen so lange gelten, „bis das Volk die freien Stellen durch Wahlen besetzt“.
Nachdem die Abgeordneten in der State Assembly einen Gesetzentwurf zur Lösung des Problems verabschiedet hatten, der vorsah, dass die Wähler zwei Senatoren für denselben Sitz wählen müssten – einen für die „lame-duck session“ von November 2022 bis Januar 2023 und einen anderen für Januar 2023 bis Januar 2029 – sagte Kiley, Newsom hätte eine Sonderwahl zur Besetzung von Harris’ Sitz viel früher einberufen sollen, und dass der Gesetzentwurf das Problem auf die „undemokratischste Art und Weise“ lösen würde. Newsom unterzeichnete das Gesetz schließlich, was bedeutete, dass die kalifornischen Wähler gleichzeitig über den Sitz im Lame-duck-Senat und die nächste volle Amtszeit des Senats abstimmen mussten.

## US-Repräsentantenhaus

### Wahlen

#### 2022
Am 29. Dezember 2021 gab Kiley bekannt, dass er für das US-Repräsentantenhaus in Kaliforniens neu gezeichnetem 3. Kongressdistrikt kandidieren würde, der alle oder Teile der Countys Inyo, Sacramento, Mono, Alpine, El Dorado, Placer, Nevada, Sierra, Yuba und Plumas umfasst. Er wurde im Wahlkampf durch Donald Trump unterstützt, der sich damit nicht hinter den Sheriff des Sacramento County, den anderen republikanischen Kandidaten, stellte. Im Wahlkampf vermied er es Trump wegen des  Sturm auf das Kapitol in Washington, erklärte die Abtreibungsfrage zur Aufgabe der Bundesstaaten und sprach sich gegen die Anhebung des Waffenerwerbsalters aus. In der Vorwahl erhielt er 39,7 % und qualifizierte sich zusammen mit dem Demokraten Kermit Jones (38,7 %) für die Stichwahl in der Wahl 2022. Die Wahl entschied er mit 53,6 % für sich und zog damit im Januar 2023 in den 118. Kongress ein. Er diente in der Wahlperiode im Justizausschuss, Transport- und Infrastrukturausschuss, sowie dem Ausschuss für Bildung und Arbeitskraft. Er war Vorsitzender des Unterausschusses für Arbeitssicherheit.

#### 2024
In der Wahl 2024 zum 119. Kongress qualifizierte er sich in der Vorwahl mit 55,9 % und setzte sich in der Hauptwahl mit 55,5 % durch. Im Januar 2025 brachte Kevin Kiley den No Medicaid for Illegal Immigrants Act als Gesetzentwurf ein. Mit dem Gesetz sollte es Bundesstaaten untersagt werden Bundesmittel aus Medicaid für die Behandlung nicht dokumentierter Einwanderer zu verwenden. Ende Januar brachte er den Freedom to Cooperate Act ein, mit dem lokalen Polizeibehörden auch in sogenannten Sanctuary States die Zusammenarbeit mit der United States Immigration and Customs Enforcement erlaubt werden soll.